# Wydundra carinda
Wydundra carinda är en spindelart som beskrevs av Norman I. Platnick och Baehr 2006. Wydundra carinda ingår i släktet Wydundra och familjen Prodidomidae. Inga underarter finns listade i Catalogue of Life.